# توبیاس اوریوول
توبیاس اوریوول (به انگلیسی: Tobias Oriwol) (زادهٔ ۱۳ مهٔ ۱۹۸۵) شناگر اهل کانادا است.